# گل‌مور (فیلم ۲۰۲۳)
گل‌مور (به هندی: Gulmohar) (انگلیسی: Flame Tree) فیلم هندی درام هندی-زبان، محصول سال ۲۰۲۳ است که توسط راهول وی. چیتلا نوشته و کارگردانی شد. بازیگران اصلی شارمیلا تاگور، مانوج باجپایی، سیمران، سورج شارما، آمل پالکار هستند. این فیلم در روز ۳ مارس ۲۰۲۳ از طریق پلت‌فرم رسانه اینترنتی دیزنی پلاس هات‌استار به نمایش درآمد.